# Mohamed Béavogui
Mohamed Béavogui (Porédaka, 15 de agosto de 1953) es un político y diplomático guineano, primer ministro interino de Guinea entre 2021 y 2022.

## Biografía
Béavogui nació en agosto de 1953, hijo de Koma Béavogui, un diplomático afincado en Bonn, entonces capital de la República Democrática Alemana, y de Hadja Laila, siendo también sobrino del expresidente de la Comisión de la Unión Africana, Diallo Telli. Comenzó a estudiar en la Universidad Gamal Abdel Nasser de Conakri en 1972, para después obtener una maestría en Ingeniería del Instituto Politécnico Kalinin de la Unión Soviética y una licenciatura en Administración Ejecutiva de la Escuela Harvard Kennedy, en Estados Unidos.
De 1982 a 1986, trabajó en Nigeria, antes de ser contratado como consultor por la Organización de las Naciones Unidas para la Agricultura y la Alimentación. En 1998, fue nombrado director regional de las Naciones Unidas para África Occidental y Central. En 2015, fue nombrado director de la African Capacity Building Foundation.
El 6 de octubre de 2021, más de un mes después del golpe de Estado en Guinea de 2021, fue nombrado primer ministro de transición por el presidente interino de facto Mamady Doumbouya.